# Gregorio Nazianzeno il vecchio
Gregorio Nazianzeno il vecchio (latino: Gregorius  Nazianzenus; ... – 374) fu vescovo di Nazianzo e padre di Gregorio Nazianzeno.

## Biografia
Nato intorno al 280, era un ebreo della setta degli ipsistari che si convertì al cristianesimo per opera di sua moglie, Nonna, da cui ebbe tre figli: Cesario, Gregorio e Gorgonia.
Divenne vescovo di Nazianzo nel 329 e morì nel 374; nel 361 ordinò il figlio Gregorio sacerdote, causandone la fuga. Proprio il figlio gli dedicò un'orazione funebre (Orazioni, 8).